# ژلزنودوروژنی (باشقیرستان)
ژلزنودوروژنی (انگلیسی: Zheleznodorozhny, Republic of Bashkortostan) یک شهرک در شهرستان بلورتسکی باشقیرستان کشور روسیه است.